# Take Up Thy Stethoscope and Walk
„Take Up Thy Stethoscope and Walk“ je skladba britské rockové skupiny Pink Floyd, poprvé byla vydána v srpnu 1967 na jejich debutovém albu The Piper at the Gates of Dawn jako šestá v pořadí. Napsal ji baskytarista a zpěvák Roger Waters, pro kterého to byla premiéra v roli autora.

## Kompozice
Na této skladbě v rychlém tempu se jako na jediné na albu The Piper at the Gates of Dawn nepodílel Syd Barrett, neboť je výhradním dílem Rogera Waterse, který ji také zazpíval. Dal však prostor „zběsilé“ Barrettově kytaře a „maniakální“ klávesové hře Rick Wrighta. Poměrně morbidní text je výjimkou na celém albu, jehož hlavním autorem je Barrett, a je první známkou pozdějších Watersových oblíbených témat. Název „Take Up Thy Stethoscope and Walk“ (Vezmi svůj stetoskop a choď) odkazuje na verš 8 z páté kapitoly Evangelia podle Jana: „Ježíš mu řekl: Vstaň, vezmi lože své a choď!“ (anglicky Jesus saith unto him, Rise, take up thy bed, and walk).

## Živé a alternativní verze
Zřejmě jediný doložený koncert, kde Pink Floyd hráli skladbu „Take Up Thy Stethoscope and Walk“, se konal 25. listopadu 1967 v anglickém Blackpoolu. Setlisty vystoupení z těchto raných dob skupiny ale většinou nejsou zachované, tudíž ji kapela mohla hrát i častěji.
Původní verze nahraná pro album The Piper at the Gates of Dawn má délku 3 minuty a 5 sekund. Na žádném dalším kompilačním albu nebyla vydána, pokud se nepočítají box sety se zařazenou celou deskou The Piper at the Gates of Dawn.

## Původní sestava
- Syd Barrett – kytara, vokály
- Rick Wright – klávesy
- Roger Waters – baskytara, zpěv
- Nick Mason – bicí, perkuse